# Granly Hockey Arena
Die Granly Hockey Arena ist eine Eissporthalle in Esbjerg, Dänemark. Sie liegt im Sport & Event Park Esbjerg (SEPE), direkt neben dem Fußballstadion Blue Water Arena, in dem der Esbjerg fB seine Heimspiele austrägt.

## Geschichte
Die Granly Hockey Arena wurde 1974 eröffnet. Die Arena dient als Heimspielstätte der professionellen Eishockeymannschaft Esbjerg Energy aus der Metal Ligaen sowie deren Stammverein Esbjerg IK. Im September 2023 wird in der Arena der WDF World Cup 2023, die Nationenweltmeisterschaft des offiziellen Welt-Dartsverbandes (World Darts Federation), stattfinden.